# Bellanca Aries
El Bellanca T-250 Aries fue un avión ligero construido en los Estados Unidos a principios de los años 70 del siglo XX, pero que sólo alcanzó una producción limitada.

## Diseño y desarrollo
Diseñado por Marvin Greenwood como AG-51 en la compañía Anderson-Greenwood en 1971, se llegó a un acuerdo con Bellanca, para la producción del avión en su factoría de Alexandria, Minnesota, así como su comercialización (bajo el nombre de Bellanca T-250 Aries). Era un monoplano convencional de ala baja con tren de aterrizaje triciclo retráctil estrecho y cola en T. Las alas eran de cuerda constante y baja relación de aspecto. Tenía un peso cargado de 1428,82 kg, incluyendo el depósito de combustible lleno con 287,69 l, cuatro ocupantes de 77 kg y 44,91 kg de equipaje. Para reducir los costes de producción, el recubrimiento era plano donde no hiciera falta que fuese curvo. Además, utilizaba remachado plano, puertas del tren delantero selladas, uniones del recubrimiento a tope y los orificios de ventilación, drenajes y tomas de aire estaban enrasados. El certificado de tipo de la Administración Federal de Aviación fue concedido el 28 de julio de 1976. El acuerdo entre las compañías expiró en 1977, y se consideró imprudente mantenerlo debido a las pocas expectativas de producción del avión.

## Variantes
AG-51
Denominación inicial del diseño de la compañía Anderson-Greenwood.
T-250 Aries
Denominación de la compañía Bellanca, cinco construidos.

## Especificaciones

### Características generales
- Tripulación: Uno (piloto).
- Capacidad: 3/4 pasajeros.
- Longitud: 7,8 m
- Envergadura: 9,55 m
- Altura: 2,62 m
- Superficie alar: 15,8 m²
- Peso vacío: 839 kg
- Peso cargado: 1429 kg
- Planta motriz: 1× Motor bóxer de 6 cilindros Lycoming IO-540-B4C5.
  - Potencia: 187 kW (250 hp)

### Rendimiento
- Velocidad nunca excedida (Vne): 346 km/h
- Velocidad crucero (Vc): 335 km/h
- Alcance: 1880 km
- Techo de vuelo: 5520 m (18100 pies)
- Régimen de ascenso: 6,3 m/s (1240 pies/min)
- Carga alar: 91,00 kg/m² (18,66 lb/pie²)

### Secuencias de designación
- Secuencia Nombre (de Bellanca): Airbus - Aircruiser - Aries - Bomber - Champion - Citabria →